# 宮本美智子
宮本 美智子（みやもと みちこ、1945年8月28日 - 1997年6月13日）は、日本のノンフィクション作家。
自身の体験に基づく作品を発表したほか、低炭水化物ダイエットに関する著作を残している。
夫はイラストレーターの永沢まこと。

## 略歴
北海道富良野市生まれ。
北星学園大学文学部英文学科卒業後、1968年にアメリカ合衆国にわたり、インディアナ州にあるゴーシェン大学に留学。
その後、ニューヨークのソーホーに移住し、17年間の生活で美術館や画廊でプロデュースなどの仕事に従事。
同時期に執筆活動を始め、1986年より東京都で作家として活動を始めた。
1997年6月13日、急性多臓器不全で逝去。51歳没。
著書『世にも美しいダイエット』では、「米、小麦を摂取しない」「1回の食事で取る炭水化物は、パンやパスタなどとし、30ｇ程度に制限する。」「主たるエネルギー源は小松菜と紅花油とする。その他の野菜も青菜であれば可能（ただしキャベツは除く）。」「夜寝る前に0.5％食塩水を1リットル程度飲む。」などの低炭水化物ダイエットを提唱していた。

## 著書
- 『ニューヨーク女三代記』（主婦の友社） 1981、のち文春文庫
- 『アメリカが嫌いだった父へ』（草思社） 1982、のち文春文庫
- 『ニューヨークの作家たち』（PHP研究所） 1984、のち改題『マイ・ニューヨーク・フレンズ』（集英社文庫）
- 『わたしは英語が大好きだった』（文藝春秋） 1985、のち文庫
- 『女と男のニューヨーク』（中央公論社） 1986、のち文庫
- 『ニューヨークの男たち』（新潮社） 1986
- 『母と娘が見たアメリカの中の大国ニッポン』（日本テレビ放送網） 1986
- 『バック・トゥ・ジャパン』（新潮社） 1987、のち広済堂文庫
- 『アメリカの恋人』（草思社） 1988
- 『大人の女になりたい』（海竜社） 1989
- 『恋人たちのニューヨーク』（新潮社） 1989
- 『娘はアメリカ受験生』（徳間書店） 1989
- 『わたしの二都物語』（文芸春秋） 1989
- 『男についての12章』（文藝春秋） 1991
- 『愛のはてに』（文芸春秋） 1992 - 小説
- 『鏡の中のナルシシズム』（読売新聞社） 1993
- 『世にも美しいダイエット』（講談社） 1994
- 『メニューブック 世にも美しいダイエット』（講談社） 1995
- 『カラダ革命の本 世にも美しいダイエット』（講談社） 1996
- 『パティ・ペイジの歌のように』（文藝春秋） 1996

### 共著
- 『ニューヨーク人間図鑑』（永沢まこと共著、草思社） 1979
- 『ニューヨーク・エスニック図鑑』（永沢まことイラストレーション、草思社） 1980
- 『アメリカ人の日本人観 240人のアメリカ人とのインタビュー』（永沢まこと共編、草思社） 1982
- 『アイラブニューヨーク スーパーガイド』（永沢まことイラストレーション、文春文庫 ビジュアル版） 1986
- 『スペインの誘惑』（永沢まことイラストレーション、草思社） 1990
- 『魅せられて異国旅』（永沢まことイラストレーション、主婦と生活社） 1991
- 『イタリア・トスカーナの優雅な食卓 - Living in Toscana』（永沢まことイラストレーション、草思社）　1994
- 『イタリアの幸せなキッチン』（永沢まことイラストレーション、草思社） 1995
- 『世にも美しいダイエット』（永沢まこと共著、講談社+α文庫） 2000

## 翻訳
- 『ニューヨーク物語』（ピート・ハミル、文藝春秋） 1986
- 『ストーリー・オブ・マイ・ライフ』（ジェイ・マキナニー、新潮社） 1989、のち文庫
- 『ピッツバーグの秘密の夏』（マイケル・シェイボン、早川書房） 1989
- 『ラヴ・ストーリーズ 2』（チップス, ヘンダーソン編、共訳、早川書房） 1989
- 『愛しき人のニューヨーク』（M・J・ヴァーレーン、読売新聞社） 1991
- 『サクセス・ストーリーズ』（ラッセル・バンクス、菊地よしみ共訳、早川書房） 1991
- 『その後の大人の恋』（アリス・アダムズ、講談社） 1994
- 『スカーレット・レター ある愛の物語』（クリストファー・ビグズビー、角川スカーレット文庫） 1995
- 『イタリア・トスカーナに暮らして』（エリザベス・ローマー、白水社） 1996